# Indonesia Raya
Die Indonesia Raya, ältere Orthografie Indonesia Raja (Großartiges Indonesien), ist die Nationalhymne von Indonesien. Sie wurde 1924 von Wage Rudolf Soepratman komponiert und am 28. Oktober 1928 auf einem gesamtindonesischen Jugendkongress in Batavia der Öffentlichkeit vorgestellt.
Die Hymne, die die Einheit ganz Indonesiens betont, wurde schnell populär und bald auf vielen politischen Demonstrationen gesungen. Nach der Unabhängigkeit Indonesiens von den Niederlanden 1945 wurde sie zur Nationalhymne erhoben.

## Text der Nationalhymne
|      | Indonesischer Text | Deutsche Übersetzung | Englische Übersetzung |
| ---- | --- | --- | --- |
|      | Indonesia tanah airku, tanah tumpah darahku Di sanalah aku berdiri, jadi pandu ibuku Indonesia kebangsaanku, bangsa dan tanah airku Marilah kita berseru, Indonesia bersatu Hiduplah tanahku, hiduplah negeriku Bangsaku rakyatku semuanya Bangunlah jiwanya bangunlah badannya Untuk Indonesia Raya | Indonesien, mein Mutterland, das Land, in dem ich mein Blut vergossen habe, Hier stehe ich als Wächter meiner Mutter. Indonesien, mein Volkstum, meine Nation und mein Land, Lasst uns ausrufen: "Indonesien ist vereint!" Lang lebe mein Land, lang lebe mein Staat, Meine Nation, mein ganzes Volk, alle Wacht auf mit Seele und Körper, Für das großartige Indonesien! | Indonesia my native land, the land where I shed my blood. There I stand, as a guard of my mother. Indonesia my nationality, my nation and my country. Let us exclaim “Indonesia Unites!” Long live my land, long live my state, My nation, my people, everyone. Awaken your spirit, awaken your bodies For Great Indonesia! |
| Ref. | Indonesia Raya, Merdeka, Merdeka Tanahku negeriku yang kucinta Indonesia Raya, Merdeka, Merdeka Hiduplah Indonesia Raya | Großartiges Indonesien, Unabhängig und frei Mein Land, mein Staat, den ich liebe. Großartiges Indonesien, Unabhängig und frei. Lang lebe das großartige Indonesien! (2x) | Great Indonesia, independent and free, My land, my country, which I love. Great Indonesia, independent and free, Long live Great Indonesia! (2x) |